# Gustav Wehrle
Gustav Wehrle (* 1900; † Dezember 1964 in Ost-Berlin) war ein deutscher Schauspieler, Regisseur, Hörspiel- und Synchronsprecher.

## Leben
Bereits in den 1920er Jahren stand Gustav Wehrle im Central-Theater an der Zwickauer Straße in Chemnitz auf der Bühne. Seine erste namentliche Erwähnung als Mitglied des Ensembles des Städtischen Theater Chemnitz erfolgte in einem Rückblick auf die Spielzeit 1929/1930. Diesem Theater gehörte er als Gustav Th. Wehrle über 20 Jahre an und übernahm neben Schauspielrollen auch Regieaufgaben. Bekannt ist auch, dass er in den 1940er Jahren in Chemnitz Schauspielunterricht gab. 1950 wechselte er, jetzt ohne „Th.“ im Namen, an das neu gegründete Theater der Freundschaft in Berlin, dem er als Schauspieler und Regisseur bis zu seinem Tod angehörte.
Neben seiner Theatertätigkeit stand Gustav Wehrle mehrfach für die DEFA und den Deutschen Fernsehfunk als Darsteller vor der Kamera. Mit seiner Stimme wirkte er als Synchronsprecher für die DEFA und als Hörspielsprecher für den Rundfunk der DDR.
Gustav Wehrle war mit der Schauspielerin Maria Rouvel (1914–2005) verheiratet, mit der er auch häufig gemeinsam auf der Bühne stand. Er verstarb im Dezember 1964 im Alter von 64 Jahren in Berlin.

## Filmografie
- 1948: Grube Morgenrot
- 1952: Frauenschicksale
- 1953: Geheimakten Solvay
- 1953: Anna Susanna
- 1956: Zwischenfall in Benderath
- 1957: Rivalen am Steuer
- 1960: Fernsehpitaval: Der Fall René Levacher alias…

## Theater

### Schauspieler
- 1941: Benito Mussolini/Giovacchino Forzano: Cavour – Regie: Benno Hattesen (Städtische Theater Chemnitz – Schauspielhaus)
- 1945: Friedrich Schiller: Kabale und Liebe (Wurm) – Regie: Oskar Kaesler (Städtische Theater Chemnitz)
- 1947: Hermann Curt Preißler: Schach dem Tode (Dr. Gregor Pohl) – Regie: Camillo Triembacher (Städtische Theater Chemnitz)
- 1948: Johann Wolfgang von Goethe: Egmont (Herzog von Alba) – Regie: Karl Görs (Städtische Theater Chemnitz)
- 1949: Leonid Rachmanow: Stürmischer Lebensabend – Regie: Heinz Wolfgang Litten (Städtische Theater Chemnitz)
- 1950: Friedrich Schiller: Die Räuber (Franz Moor) – Regie: Oskar Kaesler (Städtische Theater Chemnitz)
- 1950: Gustav von Wangenheim: Du bist der Richtige (Minister Schilling) – Regie: Hans Rodenberg (Theater der Freundschaft Berlin)
- 1951: Hedda Zinner: Spiel ins Leben (Vater Gebhardt) – Regie: Hans Rodenberg (Theater der Freundschaft Berlin)
- 1952: Peter Martin Lampel: Kampf um Helgoland (Staatsanwalt) – Regie: Hans Rodenberg (Theater der Freundschaft Berlin)
- 1952: Friedrich Schiller: Luise Millerin (Präsident) – Regie: Hans Rodenberg (Theater der Freundschaft Berlin)
- 1953: Horst Beseler: Die Moorbande (Ottos Vater) – Regie: Siegfried Menzel (Theater der Freundschaft Berlin)
- 1954: Molière: Der Bürger als Edelmann (Jourdain) – Regie: Otto Dierichs (Theater der Freundschaft Berlin)
- 1955: Manfred Richter: Lotos und der Knecht Mao Te (General) – Regie: Hans Dieter Schmidt (Theater der Freundschaft Berlin)
- 1957: André Birabeau: Erste Liebe (Hausarzt) – Regie: Josef Stauder (Theater der Freundschaft Berlin)
- 1957: Bertolt Brecht: Die Gesichte der Simone Machard – Regie: Lothar Bellag (Theater der Freundschaft Berlin)
- 1957: Carlo Goldoni: Der Lügner – Regie: Rudolf Wessely (Theater der Freundschaft Berlin)
- 1958: Gerd Prager nach Hanns Maria Lux: Der Bund der Haifische (Polizeidirektor) – Regie: Reva Holsey (Theater der Freundschaft Berlin)
- 1958: Virgiliu Stoenescu/Octavian Sava: Betragen ungenügend (Lehrer) – Regie: Josef Stauder (Theater der Freundschaft Berlin)
- 1958: Wera Küchenmeister/Claus Küchenmeister: Damals 18/19 (Wehrhahn) – Regie: Lothar Bellag (Theater der Freundschaft Berlin)
- 1959: Werner Heiduczek: Jule findet Freunde – Regie: Helmut Hellstorff (Theater der Freundschaft Berlin)
- 1959: Samuil Marschak: Die zwölf Monate – Regie: Ludwig Friedrich (Theater der Freundschaft Berlin)
- 1961: Boris Gorbatow: Jugend der Väter (Nataschas Vater) – Regie: Erwin Arlt (Theater der Freundschaft Berlin)
- 1961: Irina Karnauchowa/Leonid Braussewitsch: Die feuerrote Blume (Vater) – Regie: Kurt Rabe  (Theater der Freundschaft)
- 1962: Hanuš Burger/Stefan Heym: Tom Sawyers großes Abenteuer (Dr. Robinson) – Regie: Hanuš Burger (Theater der Freundschaft)

### Regisseur
- 1941: Franz Gribitz: Liebeskomödie (Städtische Theater Chemnitz)
- 1941: Axel Ivers: Zwei im Busch (Städtische Theater Chemnitz)
- 1942: Christian von Sarauw: Alles oder nichts (Städtische Theater Chemnitz)
- 1943: Richard Billinger: Der Gigant (Städtische Theater Chemnitz)
- 1945: William Shakespeare: Was ihr wollt (Städtische Theater Chemnitz)
- 1946: Bayard Veiller: Der Prozess Mary Dugan (auch in der Rolle als Staatsanwalt Galway) (Städtische Theater Chemnitz)
- 1947: Gotthold Ephraim Lessing: Nathan der Weise (auch in der Rolle als Klosterbruder) (Städtische Theater Chemnitz)
- 1947: Friedrich Schiller: Don Carlos (Städtische Theater Chemnitz)
- 1948: Carl Zuckmayer: Der Hauptmann von Köpenick (auch in der Rolle als Kleiderladeninhaber) (Städtische Theater Chemnitz)
- 1948: George Bernard Shaw: Pygmalion (Städtische Theater Chemnitz)
- 1948: Johann Wolfgang von Goethe: Iphigenie auf Tauris (Städtische Theater Chemnitz)
- 1949: Roger Ferdinand: Heutzutage mit 18 Jahren (Städtische Theater Chemnitz)
- 1950: William Shakespeare: Wie es euch gefällt (Städtische Theater Chemnitz)
- 1953: Z Ssolodar: Ferien am Waldsee (Theater der Freundschaft Berlin)
- 1954: Wiktor Rosow: Ihre Freunde (Theater der Freundschaft Berlin)
- 1958: Hans Dieter Schmidt: Kännchen voll (Theater der Freundschaft Berlin)
- 1959: Paul Herbert Freyer: Schiff auf großer Fahrt (Theater der Freundschaft Berlin)

## Hörspiele
- 1952: Albert Maltz: Der Fall Morrison (Mr. Butler) – Regie: Wolfgang Langhoff (Dokumentarhörspiel – Berliner Rundfunk)
- 1952: Friedrich Karl Kaul/Günther Cwojdrak: Chicago 1886 (McCormick) – Regie: Gottfried Herrmann (Dokumentarhörspiel – Deutschlandsender (DDR))
- 1953: Walter Karl Schweickert: Der Ochse von Kulm (Meierhofbauer) – Regie: Hans Busse (Hörspiel – Rundfunk der DDR)
- 1953: Michail Scholochow: Neuland unterm Pflug – Regie: Wolfgang Schonendorf (Hörspiel – Rundfunk der DDR)
- 1956: Béla Balázs: Wolfgang Amadeus Mozart (Hagenauer) – Regie: Joachim Witte (Hörspiel – Rundfunk der DDR)
- 1959: Lothar Kleine: Der Verrat (O’Hara) – Regie: Fritz Göhler (Kinderhörspiel – Rundfunk der DDR)
- 1959: Rolf Gumlich: Der Weg nach Down – Regie: Fritz Göhler (Kinderhörspiel – Rundfunk der DDR)
- 1960: Joachim Knauth: Die sterblichen Götter (Konsul Servilius) – Regie: Joachim Witte (Hörspiel – Rundfunk der DDR)
- 1960: Cené Bernauer: Druckort unbekannt (Bauer) – Regie: Joachim Witte (Hörspiel – Rundfunk der DDR)
- 1961: Kurt Held: Die rote Zora und ihre Freunde (Vater) – Regie: Ingeborg Milster/Flora Hoffmann (Kinderhörspiel, 5 Teile – Rundfunk der DDR)
- 1961: Anna Schlotterbeck/Friedrich Schlotterbeck: Modellfall Brettheim – Regie: Detlev Witte (Dokumentarhörspiel – Rundfunk der DDR)
- 1962: Charles Dickens: Oliver Twist – Regie: Dora König (Kinderhörspiel – Rundfunk der DDR)
- 1962: Ota Hofman: Das Märchen von der alten Straßenbahn – Regie: Maritta Hübner (Kinderhörspiel – Rundfunk der DDR)
- 1963: Sigmar Schollak: Der Davidsbündler (Wiek) – Regie: Flora Hoffmann (Kinderhörspiel – Rundfunk der DDR)
- 1963: Boris Polewoi: Solange das Herz schlägt (Arzt) – Regie: Fritz Göhler (Kinderhörspiel – Rundfunk der DDR)
- 1964: Willi Meinck: Hatifa (Simsal) – Regie: Maritta Hübner (Kinderhörspiel – Rundfunk der DDR)